# 断熱バッグ

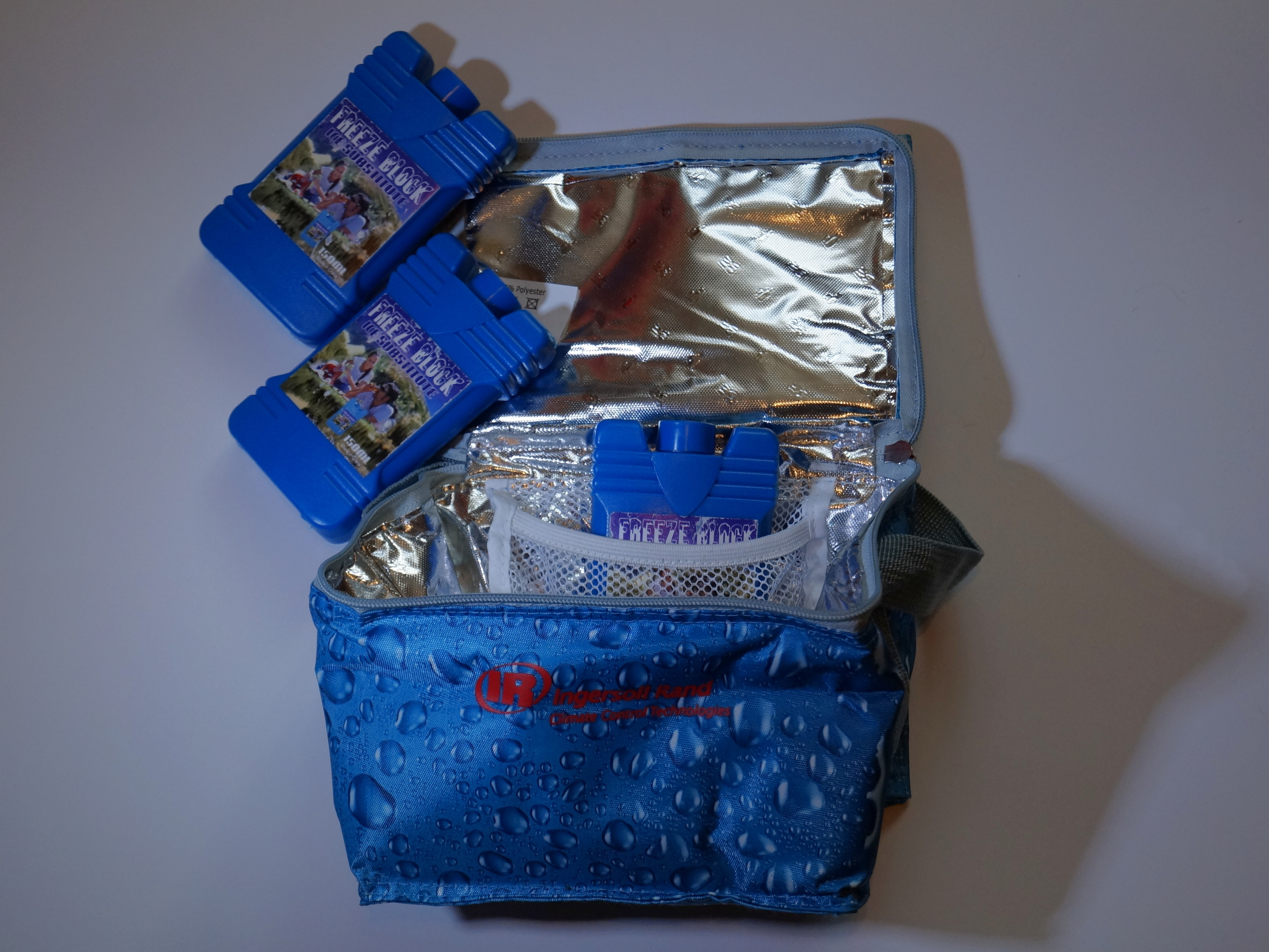
保冷剤を入れるポケットが付いた断熱バッグ

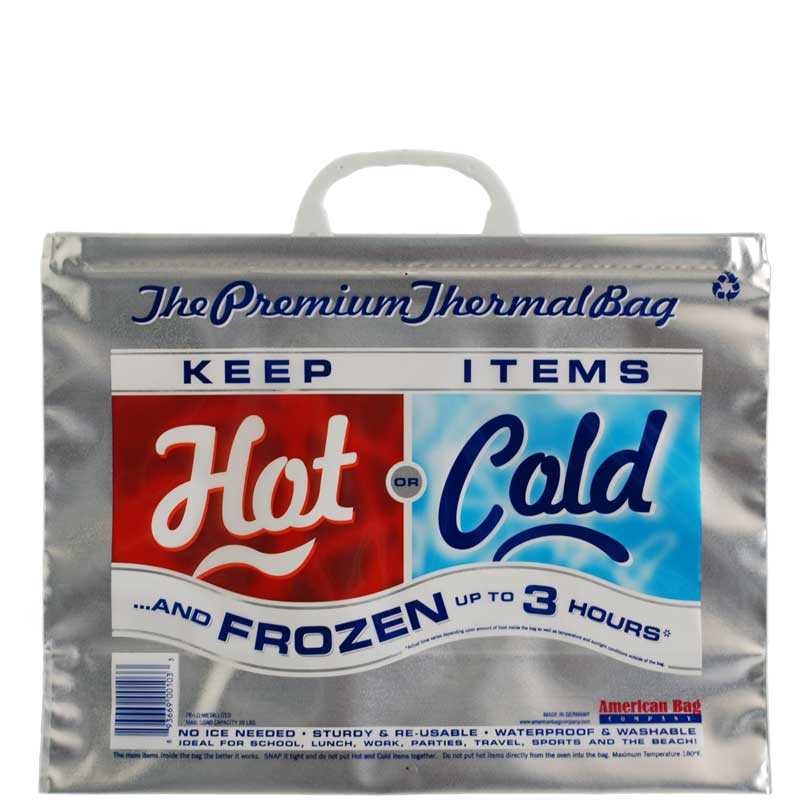
断熱バッグの例

断熱バッグ（だんねつバッグ、英: insulated bag）は、持ち運び可能な断熱輸送容器。定温バッグ（ていおんバッグ）、保冷温バッグ（ほれいおんバッグ）、保冷バッグ（ほれいバッグ）、保温バッグ（ほおんバッグ）などの名称でも呼ばれる。
主に断熱材を使用し、時には断熱材と冷却ジェルを併用して作られる。冷たいものを冷たいまま、温かいものを温かいまま保ち、内容物の温度を一定に保つために用いられる。
断熱バッグは、産業、医療/医薬品用途、出前などの食品配達、弁当箱の持ち運びなどで使われてきた。

## 買い物バッグ
温度変化の影響を受けやすい商品を、コールドチェーンを途切れさせないで持ち帰るための商業用断熱バッグは、1980年代半ばにヨーロッパの食料品店などで導入されたのが最初の例である。宅配ピザを熱いまま届けるための断熱バッグは、1983年にイングリッド・コーザー（Ingrid Kosar）が発明し、今日では広く用いられている。クーラーボックスとよく似ているが、クーラーボックスは断熱バッグよりも大きく、硬い箱状の形をしている点で異なる。

## 医療向けの使用
製薬用断熱バッグは、温度変化に弱い薬品を、温度・衝撃・光から守りつつ輸送するものである。ワクチンの多くは、冷凍したり高温や明るい光にさらしてしまうと、その効果の多くまたはすべてを失ってしまい、慎重な扱いを要する生物学的製剤である。このようなワクチンは、生産から使用するまでの間を、通常摂氏2度から同8度の間に保たなければならない。

## 材質
断熱バッグは通常、次の材質で製造されている。
- BoPET
- 発泡スチロール
- 布
- 不織布
- ポリエチレン
- ポリウレタン
- ポリプロピレン
- 保冷剤